# Apple Park
Apple Park è una struttura architettonica situata a Cupertino nel cuore della Silicon Valley di proprietà di Apple, che funge da sede aziendale. Ha aperto ai dipendenti nell'aprile 2017, mentre la costruzione era ancora in corso. Le sue strutture di ricerca e sviluppo sono occupate da oltre 2.000 persone. Ha sostituito la sede originale a Cupertino, inaugurata nel 1993.
Grande 260.000 metri quadrati ospita tra i 12.000 e i 13.000 dipendenti. Nella struttura centrale a forma di anello, sormontata da una centrale ad energia solare, trova posto un parco contenente circa 6.000 alberi, di cui alcuni da frutto e un laghetto. Spesso il parco è luogo di interesse per eventi.
La struttura aveva un costo iniziale di 500 milioni di dollari, ma successivamente delle modifiche concordate con il Consiglio Cittadino di Cupertino, hanno portato i costi a salire. Al termine dei lavori, che dovevano essere ultimati nel 2016, il costo dell'area e delle strutture che sono state costruite è di 3,6 miliardi di dollari, a cui si sono aggiunti costi di mobilia e hardware per 600 milioni. Il costo finale della struttura è di 4,17 miliardi di dollari, rendendo l'Apple Park la struttura privata più costosa del mondo.
Nel parco si trova lo Steve Jobs Theater, dove Apple tiene i keynote di presentazione dei prodotti.

## Storia
Nell'Aprile del 2006, L'ex CEO di Apple, Steve Jobs, ha annunciato al consiglio comunale di Cupertino che Apple aveva acquisito nove proprietà contigue per costruire un secondo campus, l'Apple Campus 2. L'idea di una nuova sede è stata concepita da Jobs e dall'ex capo designer di Apple Jony Ive. Ive ha immediatamente scelto il progetto di Norman Foster, continuando a lavorare a stretto contatto con Foster per cinque anni, progettando ogni dettaglio, dai pannelli di vetro ai pulsanti dell'ascensore.
Gli acquisti degli immobili necessari sono stati effettuati tramite la società Hines Interests, che almeno in alcuni casi non ha rivelato il fatto che Apple fosse l'ultima acquirente; Phillip Mahaney, un partner con una mediazione commerciale immobiliare locale, ha osservato che questa è una pratica comune nei tentativi di organizzare l'acquisto di terreni contigui costituiti da più pacchi con proprietari separati, al fine di mantenere i costi alle stelle e non rivelare i piani dell'azienda ai concorrenti. Tra i venditori delle proprietà c'erano SummerHill Homes (un terreno di 3,2 ettari) e Hewlett-Packard (tre edifici del loro campus a Cupertino).
Fino ad aprile 2008, Apple non aveva ancora i permessi necessari per iniziare la costruzione, quindi è stato stimato che il progetto non sarebbe stato pronto nel 2010 come inizialmente proposto; tuttavia, gli edifici sul sito sono stati detenuti da Apple per le sue operazioni. Nel novembre 2010 è stato rivelato dal San Jose Mercury News che Apple aveva acquistato altri 40 ettari non più utilizzati da HP Inc., a nord di Pruneridge Avenue. Questo spazio era stato il campus HP di Cupertino prima di essere trasferito a Palo Alto.
Il 7 giugno 2011, Steve Jobs ha presentato al Comune di Cupertino i dettagli del progetto architettonico dei nuovi edifici e dei loro dintorni. Non riuscì a vedere l'inizio della costruzione, morendo poco meno di quattro mesi dopo.
Il 15 ottobre 2013, il consiglio comunale di Cupertino ha approvato all'unanimità i piani di Apple per il nuovo campus dopo un dibattito di sei ore. Poco dopo iniziarono i lavori di demolizione per preparare il sito per la costruzione dell'edificio.
Il 22 febbraio 2017, Apple ha annunciato che il nome ufficiale del campus è "Apple Park" e che l'auditorium verrà chiamato "Steve Jobs Theater".
Inizialmente era previsto il lancio nel 2013 e l'apertura nel 2015, il progetto però ha subito ritardi e ha iniziato nel 2014, Il Campus ha aperto ai dipendenti nell'aprile 2017, mentre la costruzione era ancora in corso, questo evento venne seguito dal primo evento nel Steve Jobs Theater, che si è tenuto il 12 settembre 2017. L'Apple Park ha aperto ai visitatori il 17 settembre 2017.
In conseguenza della presenza di Apple nell'area, le strade circostanti hanno avuto sia un aumento del turismo, sia un aumento dei valori immobiliari delle abitazioni locali, attirando spesso i dipendenti Apple che vogliono vivere vicino al posto di lavoro.

## Localizzazione
L'Apple Park si trova a un miglio a est dell'Apple Campus originale. Apple ha una presenza a Cupertino dal 1977, motivo per cui la società ha deciso di costruire nell'area piuttosto che trasferirsi in una località più economica e distante.

## Design e costruzione
Steve Jobs, nella sua ultima apparizione pubblica prima della sua morte nell'ottobre 2011, dichiarò:
L'edificio a forma di anello, pubblicizzato come "un cerchio perfetto", inizialmente non era stato progettato come tale. Il bordo interno e il bordo esterno su ciascun piano vengono lasciati aperti come passerelle. Ci sono otto edifici, separati da nove mini-atri. Il campus è un miglio (1,6 km) di circonferenza, con un diametro di 1.512 piedi (461 m). È l'edificio circolare che ospita il maggior numero di dipendenti. Ha quattro piani in superficie e tre piani sottoterra. Durante la progettazione Apple ha creato modelli a grandezza naturale di tutte le parti dell'edificio per analizzare eventuali problemi di progettazione.

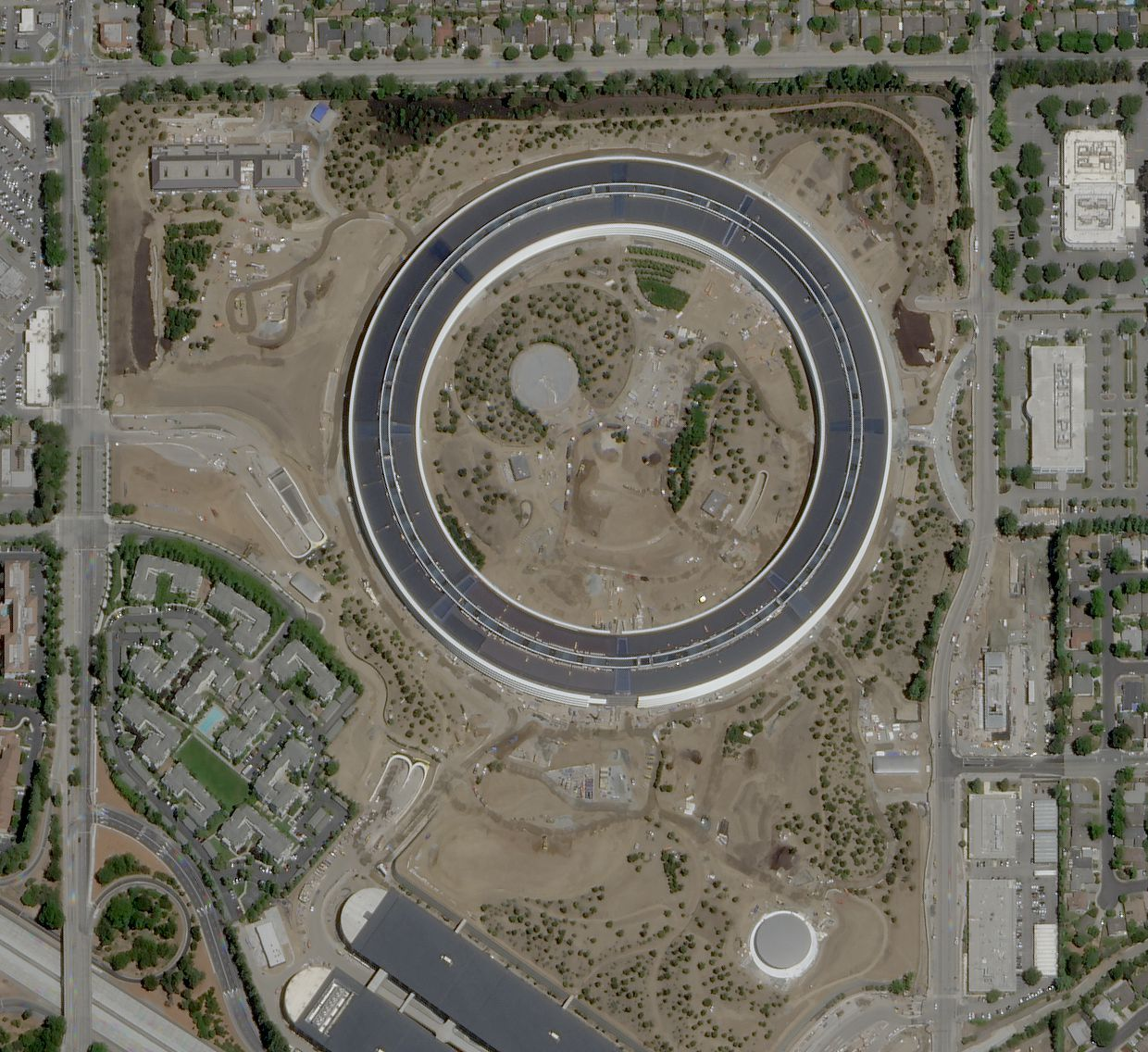
Panorama dell'Apple Park in costruzione, maggio 2017.

Il design nasconde le strade e i parcheggi sotterranei. Il campus utilizza solo vetro per le sue pareti e le vedute del cortile interno e del paesaggio che si affaccia all'esterno dell'edificio. Circa 83.000 piedi quadrati (7.700 m²) di spazio sono destinati a spazi per riunioni e breakout nell'edificio. La parte interna dell'edificio circolare contiene un parco di 12 ettari con uno stagno, con alberi da frutto e percorsi tortuosi ispirati ai frutteti della California.
Steve Jobs non voleva che fossero visibili cuciture, spazi vuoti o tratti di pennello per una vestibilità e una finitura pulita.
Tutto il legno interno utilizzato per i mobili è stato raccolto da una certa specie di acero, con Apple che lavora con società di costruzioni di 19 paesi per progettare e materiali.
Una lastra di cemento ad anima cava (che favorisce la circolazione dell'aria) funge da pavimento, soffitto e sistema HVAC. Sono state utilizzate in totale 4.300 di queste lastre. Alcune di queste lastre pesano 27 tonnellate.

### Costruzione
Durante la costruzione, la struttura dell'edificio è stata avviata da DPR/Skanska, ma sono stati rimossi dal lavoro per motivi non divulgati. Rudolph and Sletten e Holder Construction completarono la struttura, la costruzione esterna e la costruzione interna. Truebeck Construction (allora noto come BNBTBuilders) ha lavorato sul paesaggio esterno, sul Steve Jobs Theater e sul centro benessere e fitness; McCarthy Building Companies ha costruito il garage; e Granite Construction ha svolto lavori di ampliamento della strada e di utilità.

### Costi
Il costo del terreno è stato stimato intorno ai 160 milioni di dollari. Nel 2011, il budget per l'Apple Campus 2 era inferiore a $ 3 miliardi, tuttavia, nel 2013 il costo totale è stato stimato essere più vicino ai 5 miliardi di Dollari.

### Fonti di energia
Il campus è uno degli edifici più efficienti del mondo dal punto di vista energetico. In un comunicato stampa dell'aprile 2018, Apple ha annunciato di essere passata interamente alla produzione di energia rinnovabile. I pannelli solari installati sul tetto del campus possono generare 17 megawatt di potenza, sufficienti per alimentare il 75% durante la giornata di punta, e rendendolo uno dei più grandi tetti solari del mondo. Gli altri 4 megawatt sono generati in loco utilizzando celle a combustibile Bloom Energy Server, alimentate a biocarburante o gas naturale. L'aria fluisce liberamente tra l'interno e l'esterno dell'edificio, fornendo ventilazione naturale e ovviando alla necessità di sistemi HVAC durante i nove mesi dell'anno.

## Servizi interni

### Caffè
Il campus ha sette caffè, il più grande dei quali è un caffè a tre livelli per 3000 persone sedute. Ha rivestimento in pietra di colore chiaro e ringhiera in vetro senza supporto in metallo, ed è circondato da un ampio paesaggio. Lo spazio mezzanino di 20.000 piedi quadrati (1.900 m²) può ospitare 600 persone e 1.750 posti a sedere su terrazze esterne, con una capacità di servire 15.000 pranzi al giorno, ospitati da 500 tavoli appositamente progettati realizzati in solida quercia bianca Spessart, che misurano 18 piedi (5,5 m) lungo e largo 4 piedi (1,2 m).
I tavoli e le panche ricordano quelli degli Apple Store.

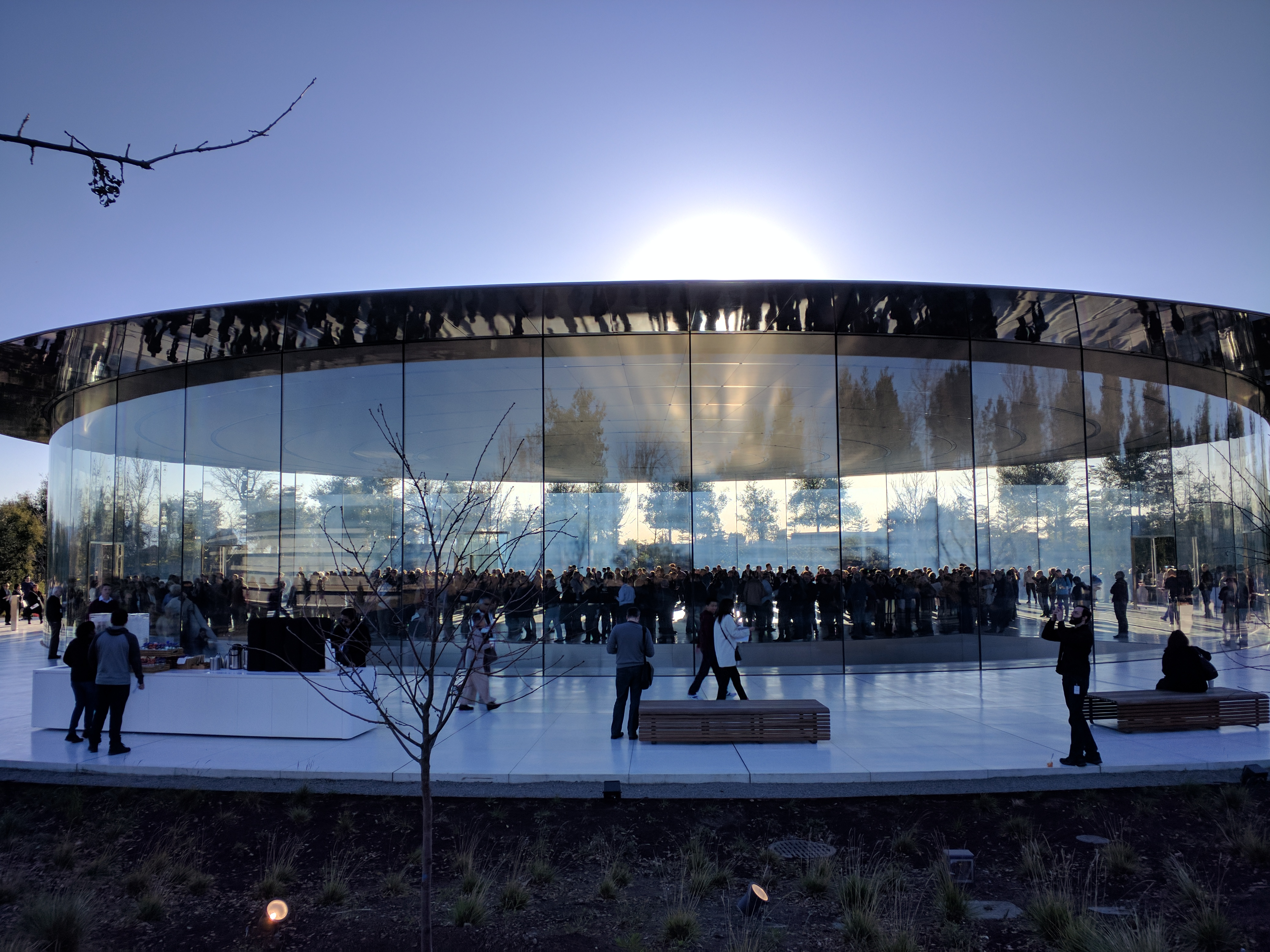
Esterno dello Steve Jobs Theater

### Auditorium
Conosciuto ufficialmente come Steve Jobs Theater, dedicato a Steve Jobs, co-fondatore ed ex CEO di Apple, la struttura si trova in cima a una collina nel campus. È un auditorium sotterraneo da 1.000 posti destinato ai lanci di prodotti Apple e alle riunioni di stampa. Ha una grande lobby a forma di cilindro fuori terra con le scale che scendono verso l'auditorium. Il teatro ha 350 posti auto su North Tantau Avenue e un percorso pedonale che conduce al campus principale situato a nord-ovest del teatro.
La hall del teatro ha pareti di vetro di forma cilindrica e nessuna colonna di supporto, che offre una vista a 360 gradi senza ostacoli del campus circostante. Il tetto in fibra di carbonio da 80 tonnellate (73 tonnellate), composto da 44 pannelli identici, è stato fornito dalla società con sede a Dubai, Premier Composite Technologies. Ogni pannello è lungo 21 m (70 piedi) e largo 3,4 m (11 piedi) e si blocca al centro con gli altri pannelli. È il più grande tetto in fibra di carbonio e la più grande struttura supportata da vetri al mondo.
Il teatro include anche un ascensore in vetro alto 13 piedi che ruota a 171 gradi dal livello inferiore al livello superiore della lobby. L'ascensore è realizzato in vetro temperato chimicamente ed è considerato l'ascensore di vetro autoportante più alto del mondo.

Interno dello Steve Jobs Theater

### Centro benessere
Un centro fitness di 10000 piedi quadrati (9.300 m²) si trova nel nord-ovest del campus. Può servire fino a 20.000 dipendenti da tutta l'area. Oltre all'attrezzatura da palestra, il centro fitness offre altri servizi come spogliatoi, docce, servizi di lavanderia e sale per sessioni di gruppo.

### Centro di ricerca e sviluppo
Le strutture di ricerca e sviluppo presentano due grandi edifici di 300.000 piedi quadrati (28.000 m²) sul bordo meridionale del campus. L'ultimo piano di ogni edificio ospita il dipartimento composto da team di design industriale e interfaccia umana guidati dall'ex capo del design Jonathan Ive.

### Trasporti

#### Bus
I dipendenti che viaggiano in autobus saliranno a bordo e partiranno dalla stazione degli autobus, che conduce al campus principale tramite due scale bianche. La zona è inoltre servita dall'Autorità per i trasporti della Valle di Santa Clara, che gestisce il servizio di autobus locale da Cupertino alle città vicine.

#### Veicoli
Il parcheggio si trova sia sotterraneo che in due grandi strutture di parcheggio che possono ospitare circa 14.200 dipendenti. Le normative di Cupertino richiedevano un minimo di 11.000 posti auto, 700 dei quali dispongono di stazioni di ricarica per veicoli elettrici.
Ci sono 2.000 posti auto nel garage sotterraneo. Il parcheggio è gestito da sensori e app, che gestiscono il traffico e gli spazi di parcheggio.

#### Bicicletta

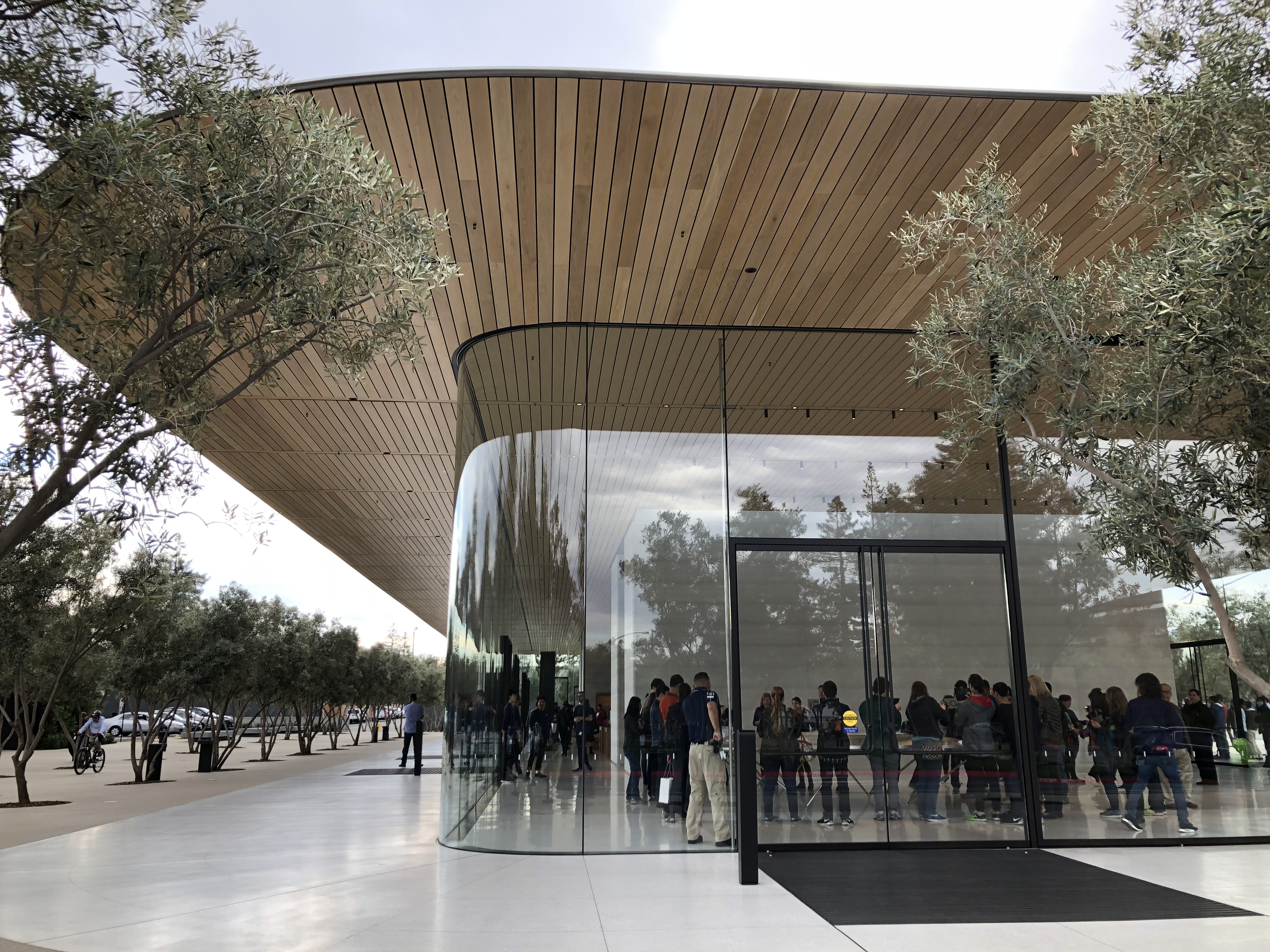
Apple Park Visitor Center, novembre 2017

Ci sono 1.000 biciclette nel campus per consentire ai dipendenti di spostarsi, con chilometri di piste ciclabili e jogging in tutto il campus di 175 acri (71 ha). Ci sono ulteriori 2.000 posti per biciclette nel garage sotterraneo.

### Apple Park Visitor Center
L'Apple Park Visitor Center è una struttura a due piani di 1.870,60 m² con 20.135 piedi quadrati e quattro aree principali: un Apple Store con prodotti a marchio Apple (magliette, cappelli, tote bag, cartoline) non venduti nei normali negozi Apple, una caffetteria di 221,70 m², uno spazio espositivo che attualmente mette in mostra un modello 3D di Apple Park con realtà aumentata e una terrazza panoramica con vista sul campus. È stato aperto al pubblico il 17 novembre 2017. Il costo stimato per la costruzione del centro è di 80 milioni di Dollari. La proprietà a 10600 N. Tantau (angolo NE di Tantau e Pruneridge) si trova dall'altra parte della strada rispetto al campus e confina con un quartiere residenziale di Santa Clara. Il garage sotterraneo, con quasi 700 spazi, ha un costo stimato di $ 26 milioni. Il Visitor Center è l'unica parte dell'Apple Park che i turisti possono visitare.

## Edifici intorno al Campus

### Paesaggio
L'80% del campus è costituito da spazi verdi. L'ampio cortile al centro dell'edificio principale era coltivato a frutteti di albicocche, ulivi e mele, oltre a un giardino di erbe vicino al caffè. Altre piante selezionate per il paesaggio del campus sono resistenti alla siccità. L'acqua riciclata viene utilizzata per irrigare il campus.
Nel 2011, Apple ha assunto un arboricoltore, Dave Muffly, per coltivare l'ambiente naturale della California attorno ad Apple Park, gli headhunters di Apple hanno rintracciato Muffly nel 2010 dopo che Jobs ha riconosciuto la qualità delle querce vicino al The Dish di Stanford e ha chiesto ai suoi collaboratori di trovare l'arboricoltore che si occupava di loro.
Ci sono 9000 alberi nel campus di Apple Park, di 309 varietà di specie autoctone. Gli alberi piantati sono rovere savana, legno di quercia e alberi da frutto tra cui albicocca, mela, prugna, ciliegia e cachi. Altri 15 acri (6 ettari) sono utilizzati per un pascolo nativo della California. Tra le varietà di mele rappresentate ci sono Golden Delicious, Granny Smith, Gravenstein e Pink Lady, ma il McIntosh è assente.

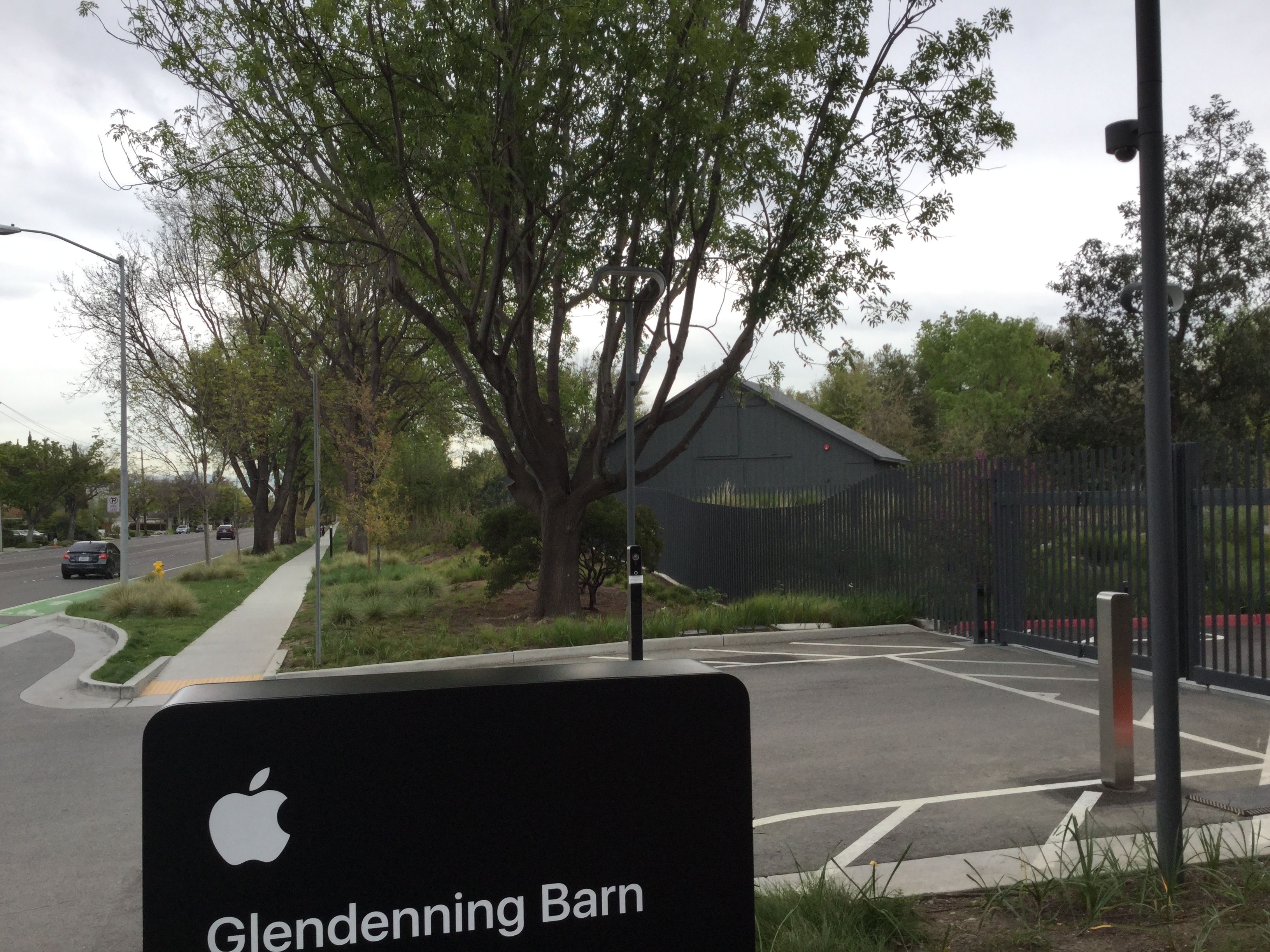
Fienile storico all'interno dell'Apple Park

Dopo aver iniziato a lavorare seriamente, Muffly si rese conto che meno di cento dei 4.000 alberi esistenti erano effettivamente utilizzabili. Ciò significava che doveva procurarsi da zero quasi tutti i 9000 alberi previsti. Il suo team è arrivato al punto di cercare fattorie abbandonate per alberi di Natale e Apple ne ha effettivamente acquistato uno a Yermo nel deserto del Mojave.

### Fienile storico
Il terreno che Apple acquistò per il campus arrivò con un vecchio fienile che fu costruito nel 1916 da John Leonard usando assi di sequoia. Leonard si sposò con la famiglia Glendenning, che emigrò negli Stati Uniti dalla Scozia e si stabilì nell'area nel 1850. Dopo che Apple acquistò la proprietà, ci furono discussioni tra Apple, la società storica di Cupertino e la città di Cupertino sul destino del fienile. L'interesse della città per il fienile deriva dalla sua dichiarazione del 2004 come sito storico.
Alla fine Apple ha accettato di mantenere il fienile all'interno della proprietà e lo sta utilizzando per "conservare gli strumenti di manutenzione e altri materiali per il paesaggio". Il fienile è stato smontato durante la costruzione del campus e poi rimontato in una posizione diversa da quella in cui era originariamente situato.

### Cortile interno
Il cortile interno è di 12 ettari, e lussureggiante con alberi da frutto accanto a uno stagno artificiale e una caffetteria. Al centro, c'è un campo rettangolare con diversi archi che ricordano un arcobaleno se visti da lontano.

## Critiche
La progettazione del campus di Apple Park è stata definita "l'esempio definitivo" dei parchi per uffici suburbani, che sono in declino mentre le aziende cercano di trasferirsi nelle aree urbane con un migliore accesso a mezzi di trasporto, biciclette e pedoni. Kaid Benfield del Natural Resources Defence Council, un gruppo di difesa ambientale senza scopo di lucro, ha criticato il campus proposto per contribuire allo sprawl suburbano esistente, con caratteristiche dipendenti dall'auto e spreco di immobili costosi che avrebbero potuto essere utilizzati per alloggi a prezzi accessibili.
Il quartier generale ha anche ricevuto un'attenzione sfavorevole quando è emerso nel 2018 che due lavoratori erano stati feriti e avevano richiesto cure ospedaliere dopo essersi scontrati nelle pareti e nelle porte di vetro trasparente dell'edificio.
Apple ha visto alcune critiche per la stravaganza percepita della sua nuova sede, così come il suo approccio perfezionista al suo design e alla sua costruzione. L'uso di legno speciale come materiale da costruzione è stato segnalato come oggetto di una linea guida di 30 pagine. È stato riferito che il design delle maniglie delle porte è stato oggetto di un dibattito di un anno e mezzo, che ha comportato diverse revisioni prima che la direzione di Apple approvasse. Il desiderio di Apple di segnaletica personalizzata ha messo in conflitto l'azienda con i vigili del fuoco della Contea di Santa Clara, richiedendo diversi cicli di negoziati a causa del timore che potesse compromettere la sicurezza in caso di emergenza.